# Порте-сюр-Гарон (кантон)
Порте́-сюр-Гаро́н (фр. Portet-sur-Garonne, окс. Portèth de Garona) — кантон во Франции, находится в регионе Юг — Пиренеи, департамент Верхняя Гаронна. Входит в состав округа Мюре.
Кантон был основан в 1997 году. Код INSEE кантона — 3152. Всего в состав кантона Порте-сюр-Гарон входят 10 коммун, из них главной коммуной является Порте-сюр-Гарон.

## Население
Население кантона на 2009 год составляло 38 333 человека.
| 1962 | 1968 | 1975 | 1982 | 1990 | 1999   | 2006   | 2009   |
| ---- | ---- | ---- | ---- | ---- | ------ | ------ | ------ |
| —    | —    | —    | —    | —    | 33 476 | 37 506 | 38 333 |

## Коммуны кантона
| Коммуна           | Население, чел. (2010) | Код INSEE | Почтовый индекс |
| ----------------- | ---------------------- | --------- | --------------- |
| Виллат            | 801                    | 31580     | 31860           |
| Лабарт-сюр-Лез    | 4871                   | 31248     | 31860           |
| Лагардель-сюр-Лез | 2441                   | 31263     | 31870           |
| Он                | 5390                   | 31165     | 31600           |
| Пен-Жюстаре       | 4454                   | 31421     | 31860           |
| Пенсагель         | 2611                   | 31420     | 31120           |
| Порте-сюр-Гарон   | 9435                   | 31433     | 31120           |
| Рок               | 3850                   | 31458     | 31120           |
| Рокет             | 3612                   | 31460     | 31120           |
| Собенс            | 1913                   | 31533     | 31600           |